# Санберст (Монтана)
Санберст (енгл. Sunburst) град је у америчкој савезној држави Монтана.

## Демографија
По попису из 2010. године број становника је 375, што је 40 (-9,6%) становника мање него 2000. године.
| Група             | 2000.       | 2010.       |
| Белци             | 392 (94,5%) | 349 (93,1%) |
| Афроамериканци    | 0 (0,0%)    | 0 (0,0%)    |
| Азијати           | 0 (0,0%)    | 0 (0,0%)    |
| Хиспаноамериканци | 3 (0,7%)    | 10 (2,7%)   |
| Укупно            | 415         | 375         |